# Sulzkirchen

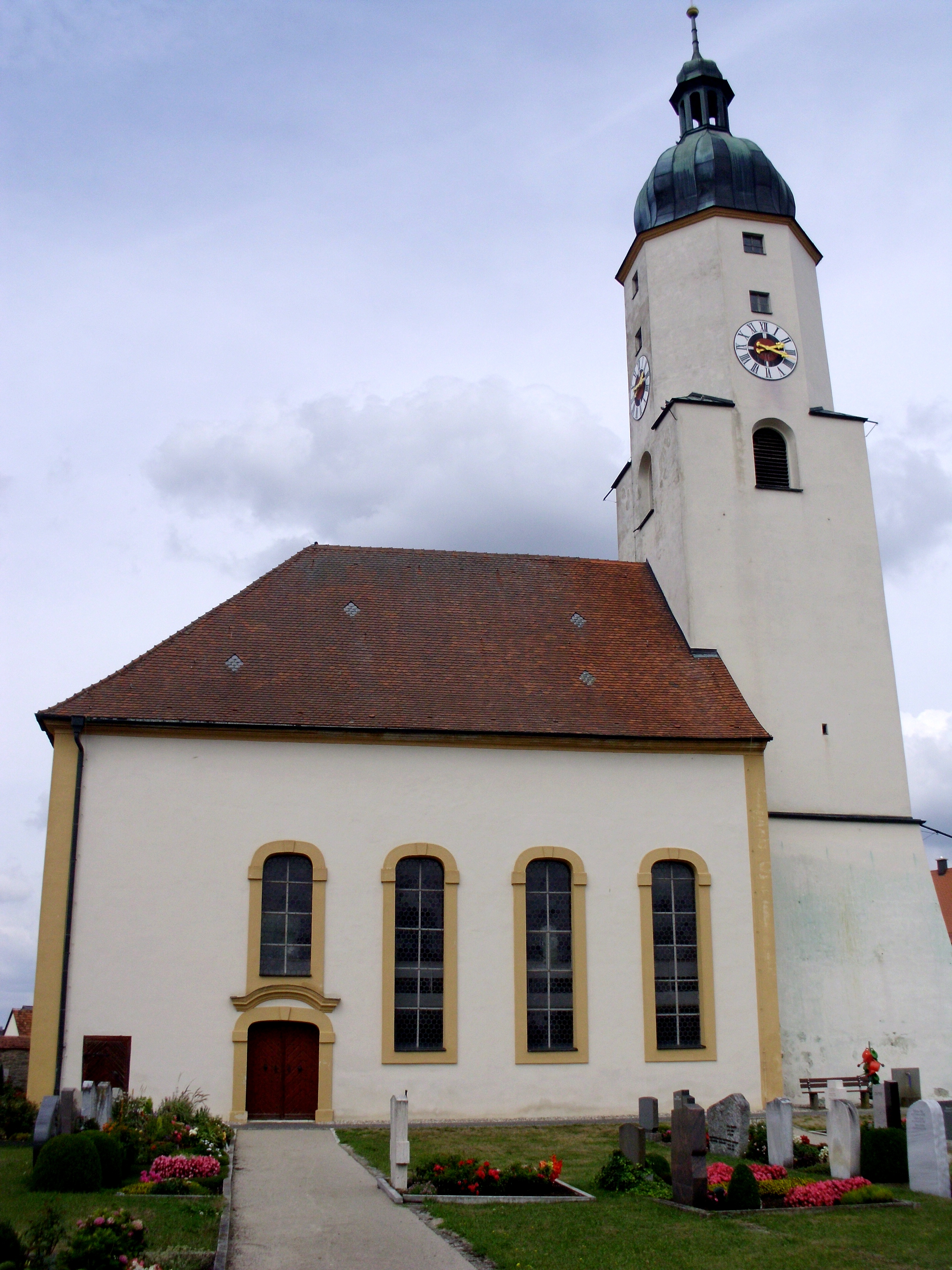
Spätbarocke Pfarrkirche St. Georg

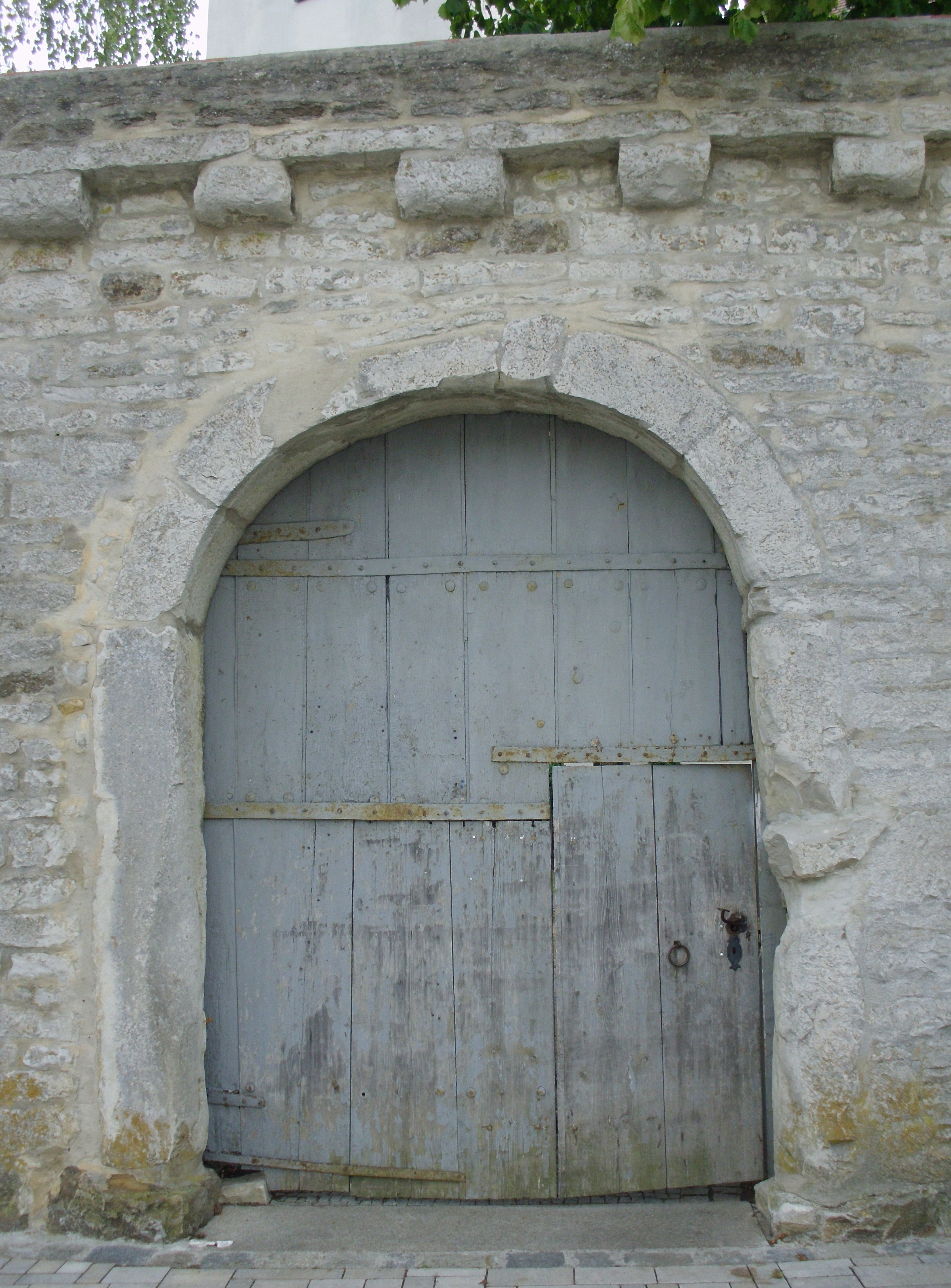
Kirchhofmauer, Torsituation

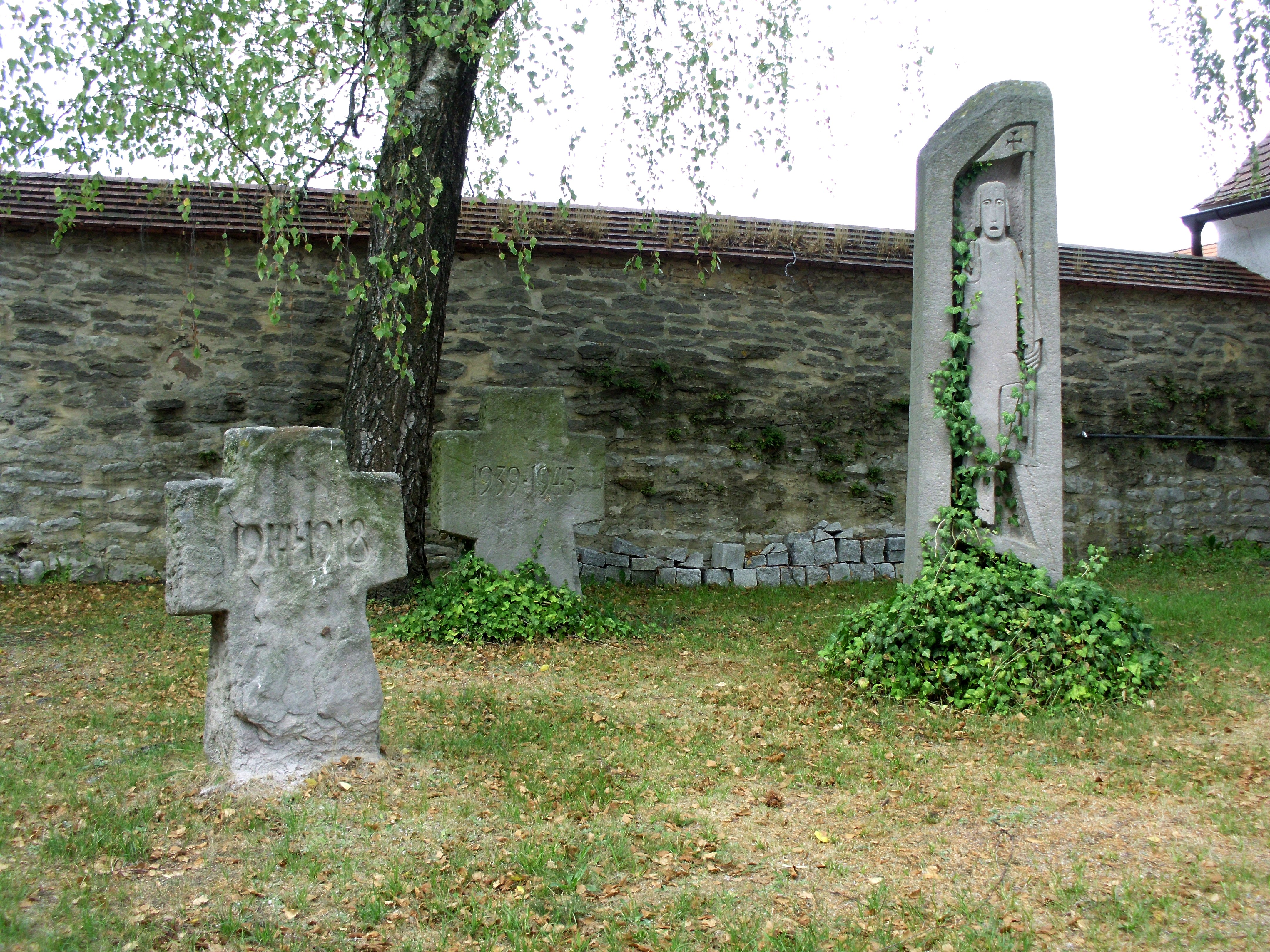
Kriegerdenkmal im Kirchhof

Sulzkirchen ist ein Gemeindeteil der Stadt Freystadt im Landkreis Neumarkt in der Oberpfalz in Bayern.

## Lage
Das Pfarrdorf liegt mit seiner Flurgröße von rund 490 Hektar auf 416 m ü. NHN und nördlich des Rhein-Main-Donau-Kanals. Den westlichen Ortsrand begrenzt die den Kanal überquerende Kreisstraße NM 5, die im Nordwesten von Sulzkirchen in die Staatsstraße 2237 übergeführt ist. Unmittelbare Nachbarorte sind nördlich des Kanals die Freystädter Gemeindeteile Ohausen und Oberndorf sowie der Mühlhausener Gemeindeteil Kerkhofen und südlich des Kanals die Freystädter Gemeindeteile Forchheim, Kleinberghausen und Großberghausen südlich des Kanals. Der in früherer Zeit im Norden beziehungsweise Nordosten von Sulzkirchen freigelegene Herrenweiher ist heute von Sulzkirchen her umsiedelt.

## Geschichte
Der Ort ist erstmals um 1060 als „Solzchirichun“ im Pontifikale Gundekarianum genannt. Hier saßen Ministeriale der Eichstätter Kirche. So bezeugt 1122 der Ortsadelige „Werinherus de Solzkirchen“ eine Schenkung des Grafen Ernst von Hirschberg mit. Er erscheint auch in der Dedikationsurkunde des Benediktinerklosters Plankstetten 1138. 1151 übereignet eine Bertha, genannt von Sulzkirchen, Leibeigene dem Kloster Plankstetten; sie entstammte den Gundelfingern, die mit den Herren von Stein auf der Reichsfeste Niedersulzbürg saßen. Von den Gundelfingern ging das Reichsgut zu Sulzkirchen auf die Wolfsteiner über, die sich durch ihre Besitzerwerbungen ehemaliger Reichsgüter aus dem ursprünglich königlichen Dienstmannenstand zum reichsunmittelbaren Grafenstand aufschwingen konnten. Als 1269 die ortsadeligen Gebrüder zu Meckenhausen Güter an den Bischof von Eichstätt verkauften, bezeugten dies unter anderem der Pfarrer und der Meier von Sulzkirchen. Den Meierhof besaß, wie aus einer Urkunde von 1297 hervorgeht, Heinrich Schenk von Hofstetten; er hatte ihn von dem Reichsministerialen Albert IV. Rindsmaul gekauft und vom Hochstift Eichstätt als Lehen erhalten.
1349 teilten der wolfsteinsche Albrecht der Ältere zu Pyrbaum und seine Neffen, die Söhne Leopolds von Wolfstein, die wolfsteinschen Güter unter sich auf; hierbei erhielt Albrecht zu seiner Feste Pyrbaum auch den Besitz von Obersulzbürg und somit auch die Vogtei zu Sulzkirchen.
Am 20. April 1740 starb der letzte Reichsgraf Christian Albrecht von Wolfstein. Die Reichsherrschaft Sulzbürg-Pyrbaum fiel als erledigtes Lehen an das bayerische Kurfürstentum, das den Besitz dem Rentamt Amberg unterstellte. Nach Auseinandersetzungen mit den wolfsteinschen Allodialerben, den Fürsten von Hohenlohe und von Giech, konnte Kurbayern schließlich auch über den Allodbestiz der Wolfsteiner verfügen. In Sulzkirchen bestand der ehemalige wolfsteinsche Besitz aus vier ganzen Gütern, fünf 1⁄2-Gütern, vier 1⁄4-Gütern sowie 28 kleineren Gütern. Außerdem gab es ein gemeindliches Hirtenhaus. Gegen Ende des Alten Reiches unterstanden die ehemals wolfsteinschen Güter der Kabinettsherrschaft Sulzbürg, die auch die Hochgerichtsbarkeit ausübte. Ein 1⁄2-Gut gehörte zum Pflegamt Stauf.
Im Königreich Bayern (1806) wurde Sulzkirchen Teil des Steuerdistrikts Forchheim. 1811 erhielt Sulzkirchen als Pfarrdorf den Status einer eigenen Ruralgemeinde im Landgericht Neumarkt. Daran änderte sich nichts durch das Gemeindeedikt von 1818. Jedoch wurde zum 9. Oktober 1827 die Gemeinde Sulzkirchen dem Landgericht und Rentamt (dem späteren Bezirksamt, dann Landkreis) Beilngries zugeordnet. 1875 zeigte sich die landwirtschaftliche Prägung des Ortes durch einen Viehbestand von 31 Pferden, 328 Stück Rindvieh, 487 Schafen, 139 Schweinen und zwölf Ziegen. Die Kinder besuchten die protestantische Schule am Ort.
Mit der Gebietsreform in Bayern verlor Sulzkirchen seinen Gemeindestatus und wurde zum 1. Juli 1972 in die Stadt Freystadt des oberpfälzischen Landkreises Neumarkt eingemeindet.

### Einwohnerentwicklung
- 1830: 343 (61 Anwesen)[12]
- 1875: 344 (121 Gebäude, 70 Wohngebäude)[13]
- 1900: 362 (86 Wohngebäude)[14]
- 1937: 336[15]
- 1950: 442 (81 Anwesen)[16]
- 1961: 387 (86 Wohngebäude)[17]
- 1987: 478 (134 Wohngebäude, 155 Wohnungen)[18]
- 2017: 546 (Stand: 31. März 2017)

## Evangelisch-lutherische Pfarrkirche St. Georg
Sulzkirchen war eine Urpfarrei des Bistums Eichstätt, die seit 1129 (laut Buchner seit 1138) dem Kloster Plankstetten inkorporiert war. Hier hatte Bischof Gundekar II. in der zweiten Hälfte des 11. Jahrhunderts eine Kirche geweiht. 1566 wurde unter den Wolfsteinern der lutherische Glaube in Sulzkirchen eingeführt. 1580 wurde Forchheim von der lutherischen Mutterpfarrei Sulzkirchen getrennt und zur calvinischen Pfarrei erhoben (1625 Gegenreformation, 1670 katholische Pfarrei).
Die heutige Kirche wurde 1735 unter dem letzten Wolfsteiner errichtet. An den Saalbau auf rechteckigem Grundriss mit doppelten Emporen ist im Osten ein Kirchturm mit Achteck und Kuppel gestellt. Die Flachtonne ist mit Stuck von Gerolamo Andrioli und mit Fresken versehen. Im Osten steht ein Kanzelaltar; ihm gegenüber liegt die Herrschaftsempore mit den Wappen von Wolfstein und Hohenlohe-Langenburg. Der Torturm des ehemals befestigten Friedhofes ist nicht mehr vorhanden; das Eingangstor aus dem 16./17. Jahrhundert kragt auf sieben Konsolen aus.
Als sich im Königreich Bayern wieder Katholiken in Sulzkirchen ansiedelten, wurden diese 1814 durch das Generalkommissariat des Oberdonaukreises der katholischen Pfarrei Sulzbürg zugewiesen. 1875 wohnten hier zwölf, 1900 drei und 1937 16 Katholiken, die von der Sulzbürger Filiale Forchheim pastorisiert wurden.

## Baudenkmäler
Außer der Pfarrkirche gelten als Baudenkmäler die zumeist aus dem 18. Jahrhundert stammenden Wohnstallbauten Burggriesbacher Straße 2, Dorfstraße 9, Hauptstraße 50, Froschgasse 1 und 2, das Hirtenhaus in der Hauptstraße 21, das Pfarrhaus in der Hauptstraße 34, ein Kriegerdenkmal-Obelisk für die im Ersten Weltkrieg Gefallenen und ein spätmittelalterliches Steinkreuz an der Staatsstraße 2237.

## Vereine
- Freiwillige Feuerwehr Sulzkirchen
- SV Sulzkirchen (www.sv-sulzkirchen.de), gegründet 1978
- SRK Sulzkirchen, gegründet 1886
- Schützenverein Edelweiß Sulzkirchen, gegründet 1962[26]